# Stiring-Wendel
Stiring-Wendel là một xã trong vùng Grand Est, thuộc tỉnh Moselle, quận Forbach, tổng Stiring-Wendel. Tọa độ địa lý của xã là 49° 12' vĩ độ bắc, 06° 55' kinh độ đông. Stiring-Wendel nằm trên độ cao trung bình là 240 mét trên mực nước biển, có điểm thấp nhất là 205 mét và điểm cao nhất là 254 mét. Xã có diện tích 3,60 km², dân số vào thời điểm 1999 là 13.129 người; mật độ dân số là 3646 người/km².

## Thông tin nhân khẩu
| 1962   | 1968   | 1975   | 1982   | 1990   | 1999   |
| ------ | ------ | ------ | ------ | ------ | ------ |
| 12 486 | 13 757 | 12 665 | 13 581 | 13 743 | 13 129 |

## Nhân vật nổi tiếng
- Patricia Kaas